# Smash (serie televisiva)
(Tagline)
Smash è una serie televisiva statunitense trasmessa dal 6 febbraio 2012 al 26 maggio 2013 sul network NBC.
In Italia la serie sbarca su Mya dal 19 febbraio 2012. In chiaro è trasmessa da La5 dal 30 novembre 2012.

## Trama
La giovane Karen si trasferisce a New York dall'Iowa per seguire il suo sogno di diventare una star: partecipa quindi ai provini di un musical sulla vita di Marilyn Monroe scritto da Julia e Tom. Tuttavia si scontra con Ivy, attrice di maggior esperienza e agganci, superandola comunque nel talento. Quando però rifiuta le avance del direttore Derek essendo in una felice relazione con Dev, la parte di Marilyn viene affidata a Ivy. In seguito al fallimento di quest'ultima, Karen trova il modo di riscattarsi ed ottenere la parte per le anteprime che si svolgono a Boston.
Il musical, Bombshell, risulta un flop e tutta la compagnia cerca un modo per migliorarlo e portarlo a Broadway. Tuttavia conflitti nel cast artistico portano Derek e Karen ad abbandonare il progetto per partecipare a quello di due giovani baristi squattrinati, Jimmy e Kyle, tuttavia di grande talento. Il nuovo musical, Hitlist, diventa diretto avversario di Bombshell per conquistare il monopolio di Broadway e dei Tony Awards.

## Episodi
| Stagione         | Episodi | Prima TV USA | Prima TV Italia |
| ---------------- | ------- | ------------ | --------------- |
| Prima stagione   | 15      | 2012         | 2012            |
| Seconda stagione | 17      | 2013         | 2013            |

## Personaggi e interpreti
- Julia Houston (stagioni 1-2), interpretata da Debra Messing.
Autrice del libretto e dei testi musicali del musical Bombshell, progetto incentrato sulla vita di Marilyn Monroe al quale lavora con il collega Tom Leavitt, sodalizio stretto da tempo. Affronta contemporaneamente drammi famigliari, dovuti anche alla sua infedeltà al marito.
- Derek Wills (stagioni 1-2), interpretato da Jack Davenport.
Brillante e donnaiolo regista di musical. Viene chiamato a dirigere Bombshell, e in seguito si offre per Hitlist. Tuttavia è sempre incline a offrire ruoli alle ragazze che gli concedono favori sessuali, atteggiamento che gli crea diversi problemi.
- Karen Cartwright (stagioni 1-2), interpretata da Katharine McPhee.
Ragazza dell'Iowa che arriva a New York per l'audizione che può cambiarle la vita e donarle un ruolo a Broadway. Infine ottiene la parte di Marylin ma la abbandona per collaborare con Jimmy, del quale si innamora.
- Tom Leavitt (stagioni 1-2), interpretato da Christian Borle.
Compositore di musical, gay ed irriverente. Da sempre collaboratore e amico di Julia, è invece molto volubile nei rapporti sentimentali. Sogna di diventare anche regista.
- Ivy Lynn (stagioni 1-2), interpretata da Megan Hilty.
Attrice veterana e carismatica, favorita per il ruolo di Marylin fino all'arrivo di Karen, con cui entra in competizione. Concedendosi a Derek pur di ottenere il ruolo, infine se ne innamora. Tuttavia non finisce di scontrarsi con Karen in diverse occasioni, che la portano anche all'autolesionismo.
- Eileen Rand (stagioni 1-2), interpretata da Anjelica Huston.
Tenace e cinica produttrice di musical, ha oltre 25 anni di carriera alle spalle. Recentemente tradita dal marito, decide di diventare produttrice indipendente di Bombshell, sebbene i diversi problemi economici in cui incorre. È aiutata da un affascinante barista, Nick, di cui si innamora nonostante il passato losco.
- Ellis Boyd (stagione 1), interpretato da Jaime Cepero.
Assistente personale di Tom e in seguito di Eileen. In realtà uomo insidioso e omosessuale represso che invia segretamente informazioni all'ex marito di Eileen.
- Dev Sundaram (stagione 1), interpretato da Raza Jaffrey.
È il fidanzato di Karen, che lavora nell'ufficio del sindaco di New York. Da sempre amorevole e fedele, si allontana dalla ragazza a causa dei troppi impegni che si frappongono tra essi.
- Frank Houston (stagione 1, guest stagione 2), interpretato da Brian d'Arcy James.
Marito di Julia, insieme alla quale vive a Brooklyn con il loro figlio Leo. È un insegnante scolastico ma in pausa poiché desiderare adottare una figlia con Julia, progetto sfumato quando sale a galla l'infedeltà della moglie.
- Sam Strickland (stagione 2, ricorrente 1), interpretato da Leslie Odom Jr..
Avvenente ballerino dall'insospettabile omosessualità. Grande amico di Ivy, la sostiene in ogni sua decisione. Condivide una storia d'amore con Tom, interrotta poiché si intromettono questioni lavorative.
- Jimmy Collins (stagione 2), interpretato da Jeremy Jordan.
Talentuoso creatore della musica e dei testi di Hitlist, nel quale interpreta anche il ruolo maschile principale. Lavora come barista insieme all'amico Kyle, e nasconde un oscuro passato. Inizialmente riluttante nei confronti di Karen, capisce in seguito di amarla.
- Kyle Bishop (stagione 2), interpretato da Andy Mientus.
Talentuoso autore del libretto di Hitlist, collabora e vive con l'amico Jimmy per cui nutre utopisticamente una cotta. Insieme sono determinati a portare il loro spettacolo a Broadway. In seguito diventa pupillo di Julia e amante di Tom, ma purtroppo non vedrà i risultati del suo grande lavoro.
- Ana Vargas (stagione 2), interpretato da Krysta Rodriguez.
Coinquilina di Karen, anch'ella cantante di grandi capacità. Entra momentaneamente nel cast di Hitlist dopo aver impressionato Derek.

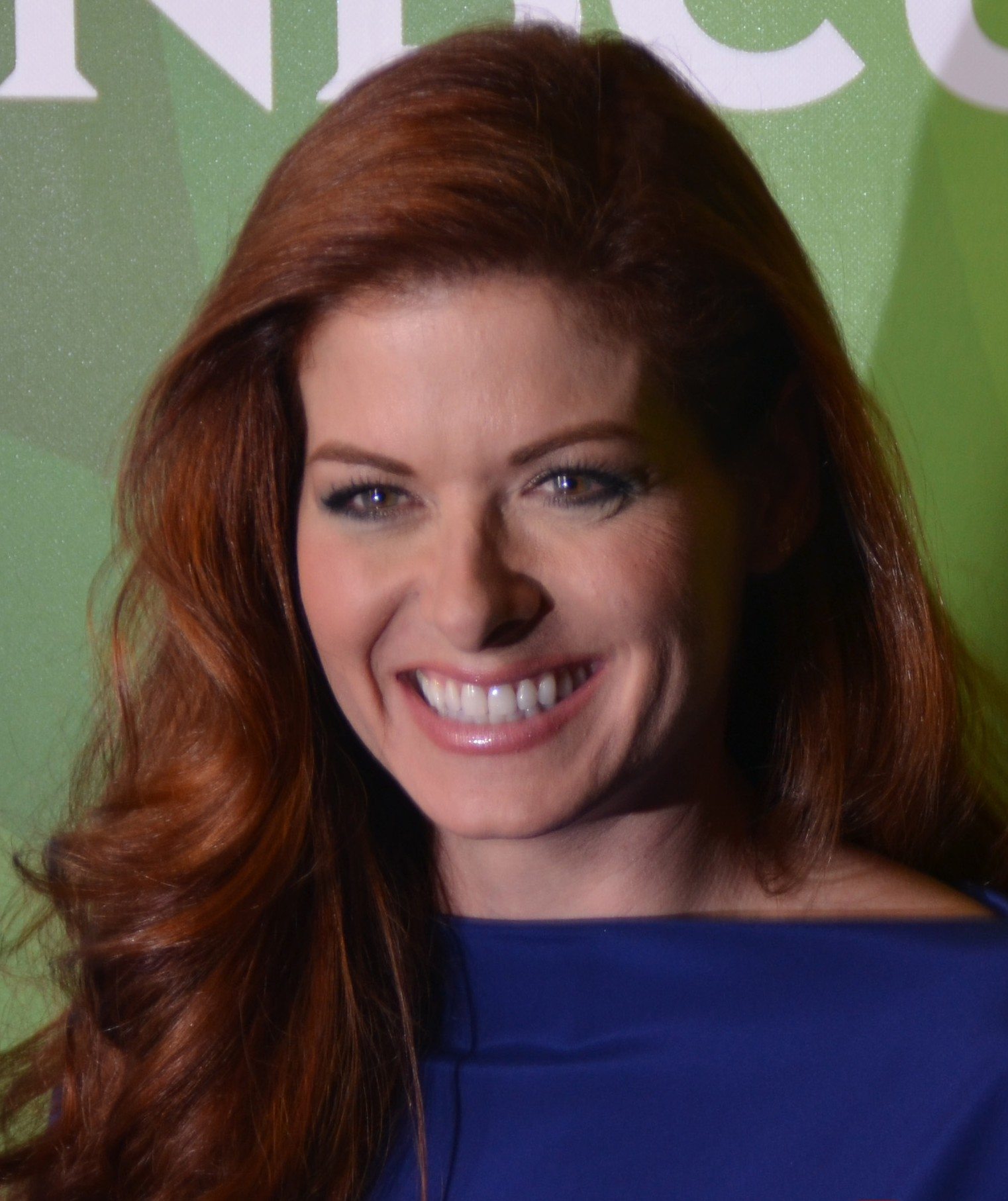
Debra Messing interpreta Julia Houston
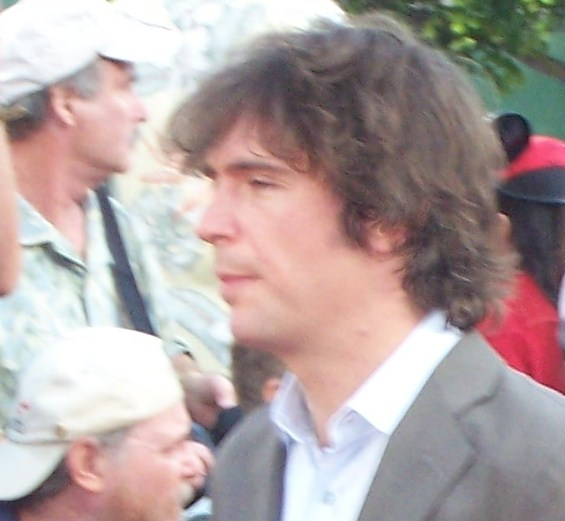
Jack Davenport interpreta Derek Wills
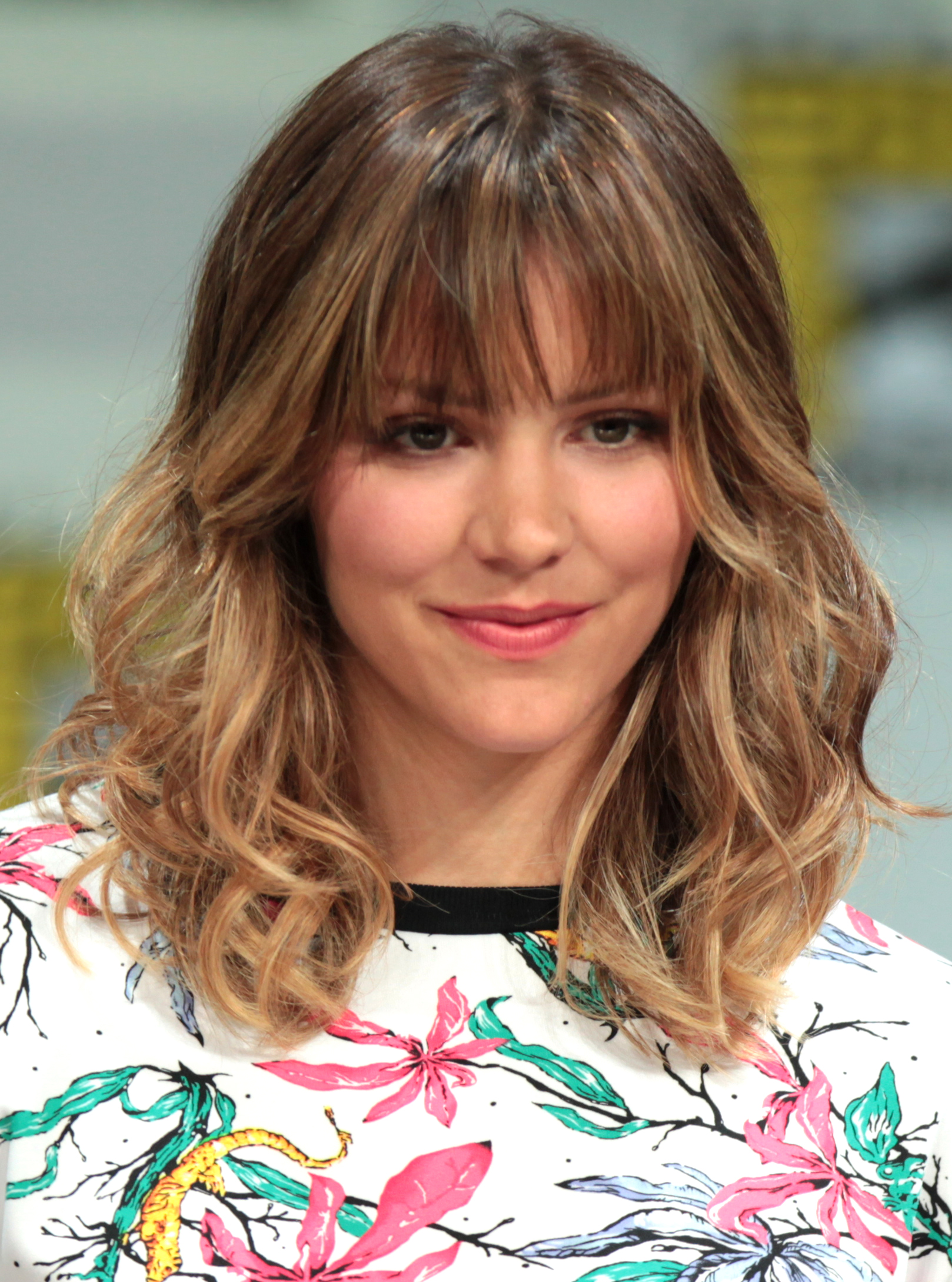
Katharine McPhee interpreta Karen Cartwright
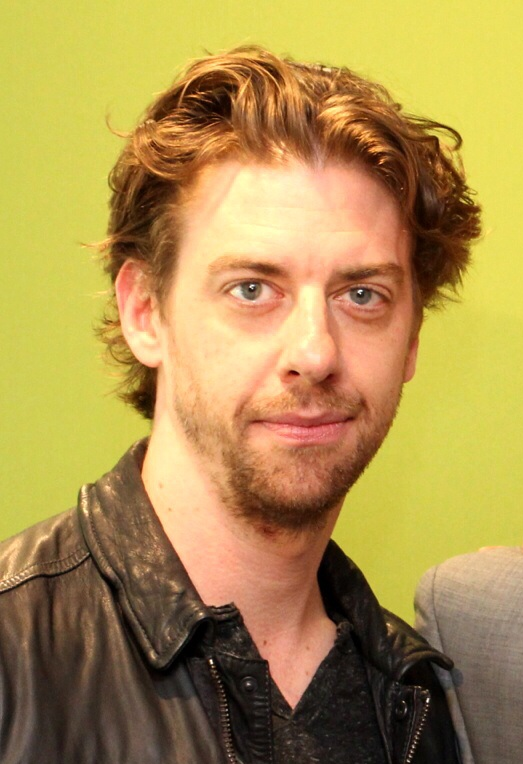
Christian Borle interpreta Tom Leavitt
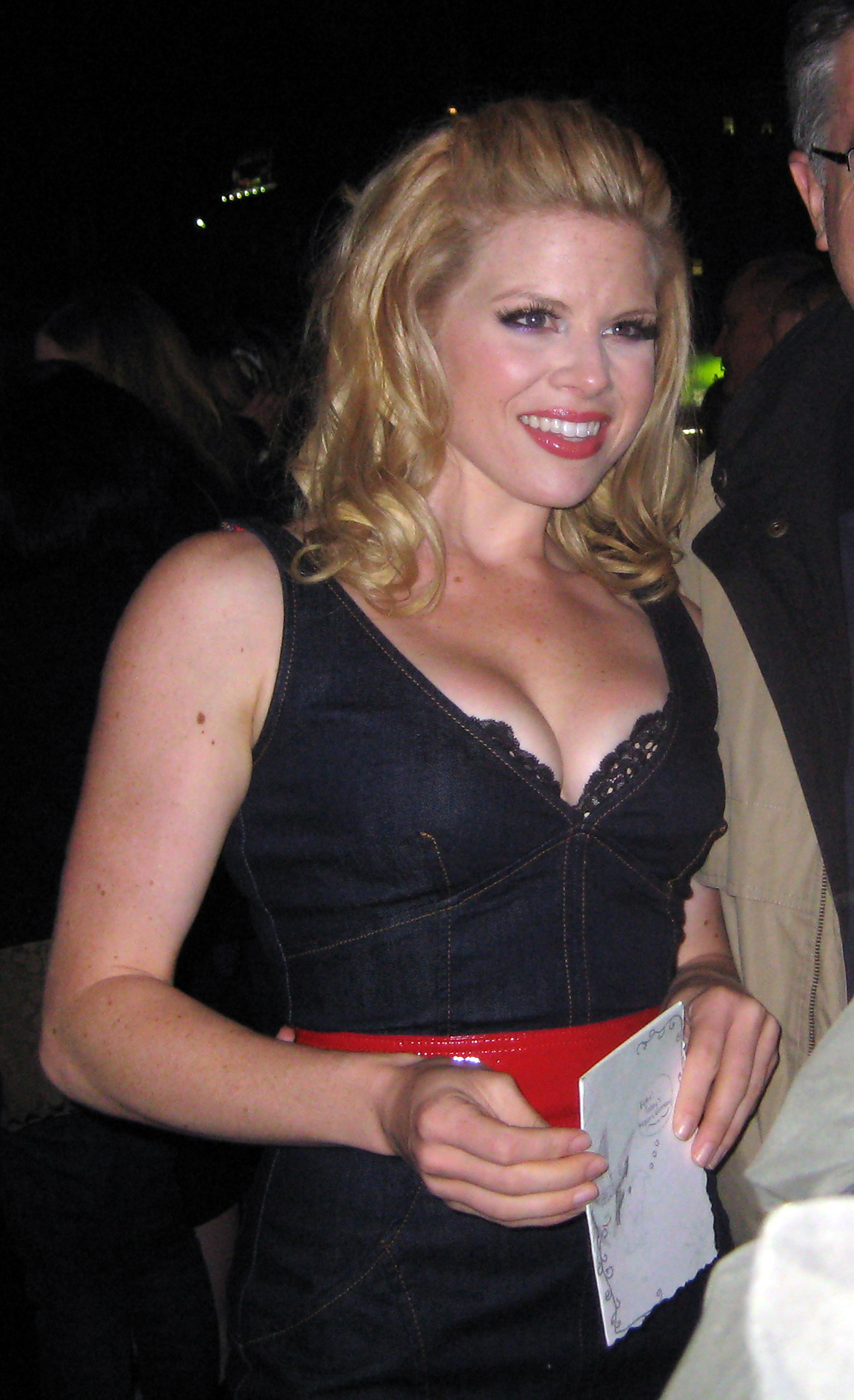
Megan Hilty interpreta Ivy Lynn
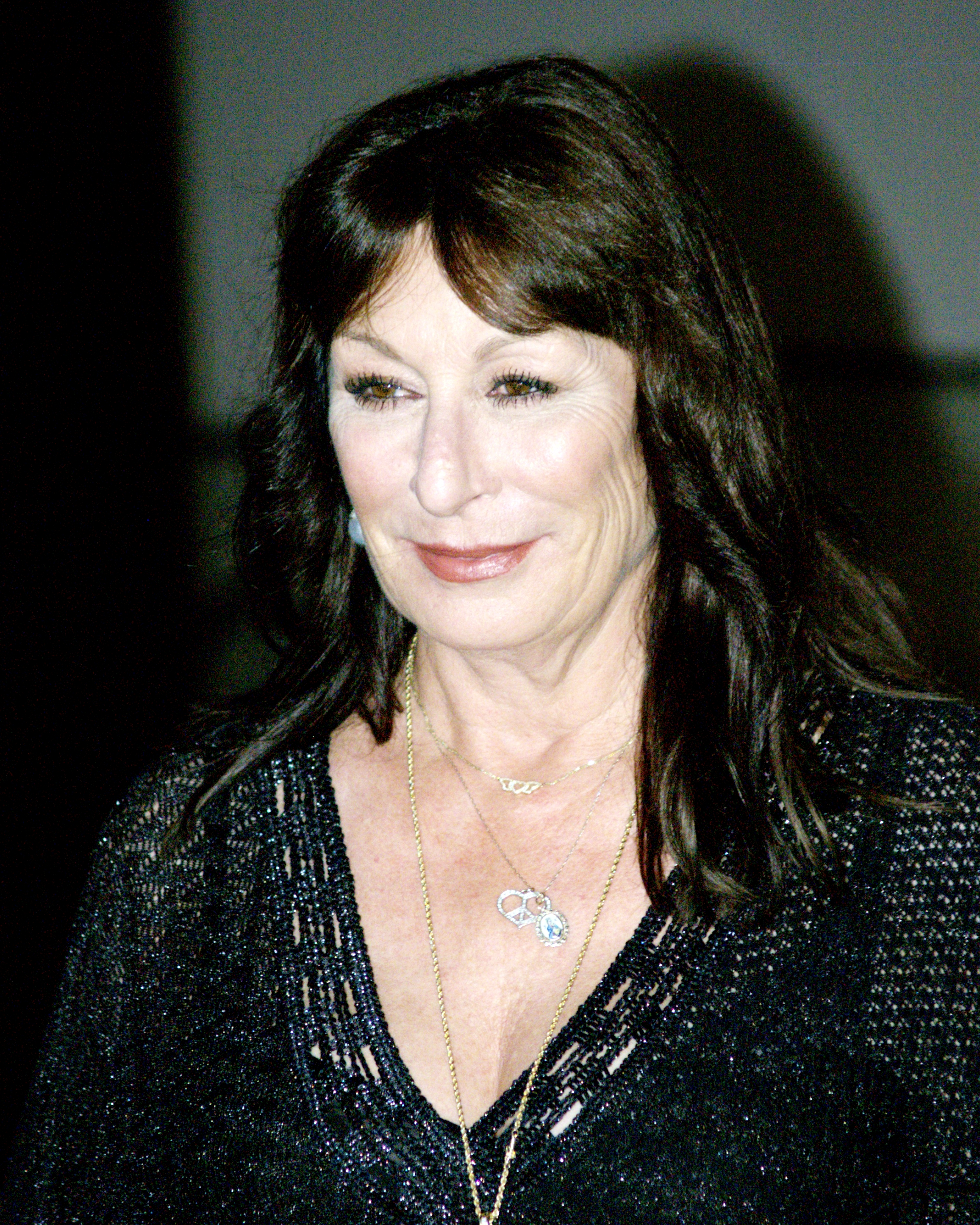
Anjelica Huston interpreta Eileen Rand
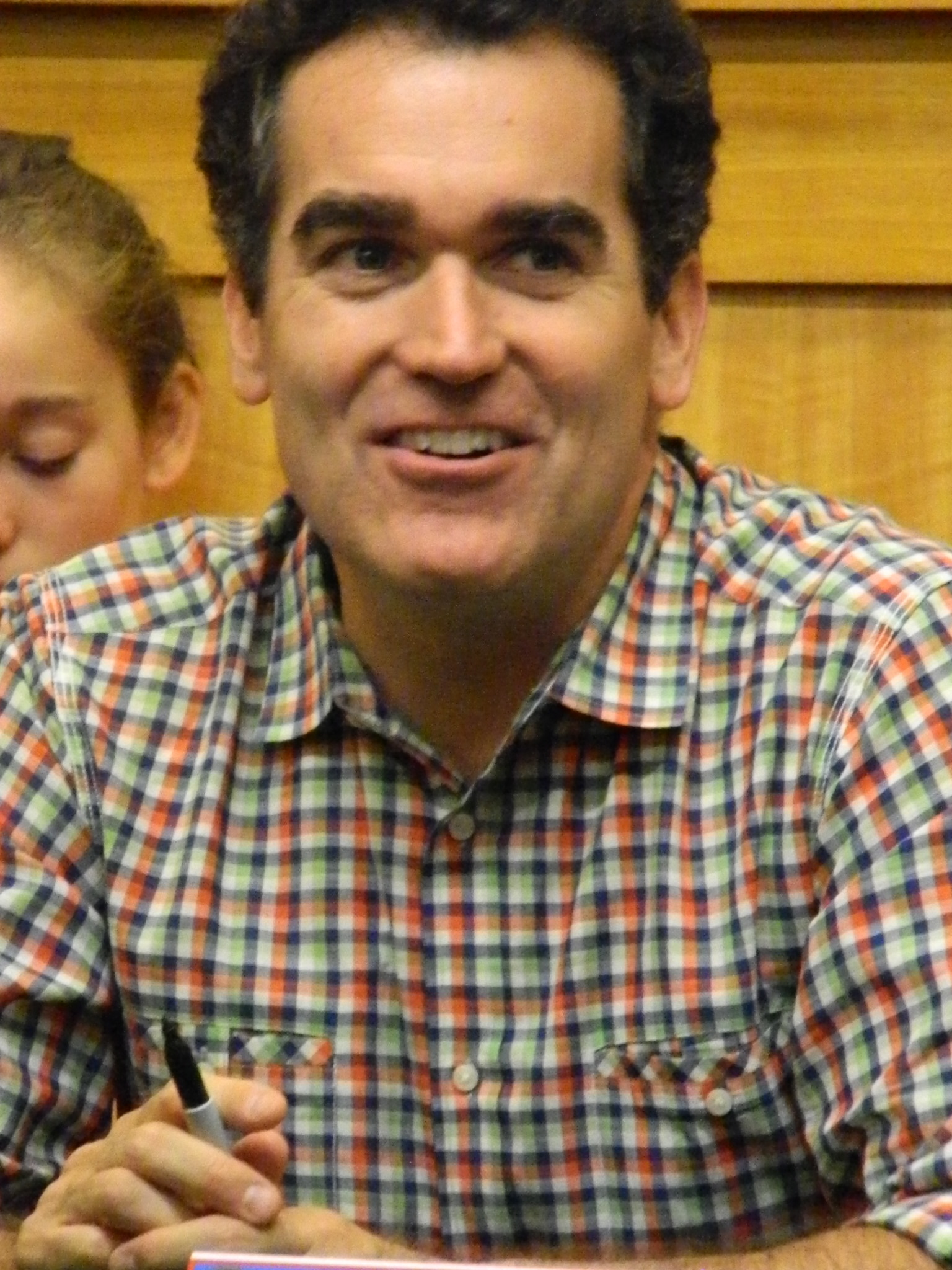
Brian d'Arcy James interpreta Frank Houston
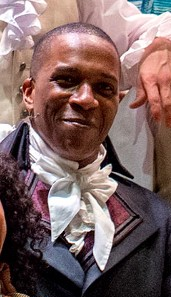
Leslie Odom Jr. interpreta Sam Strickland
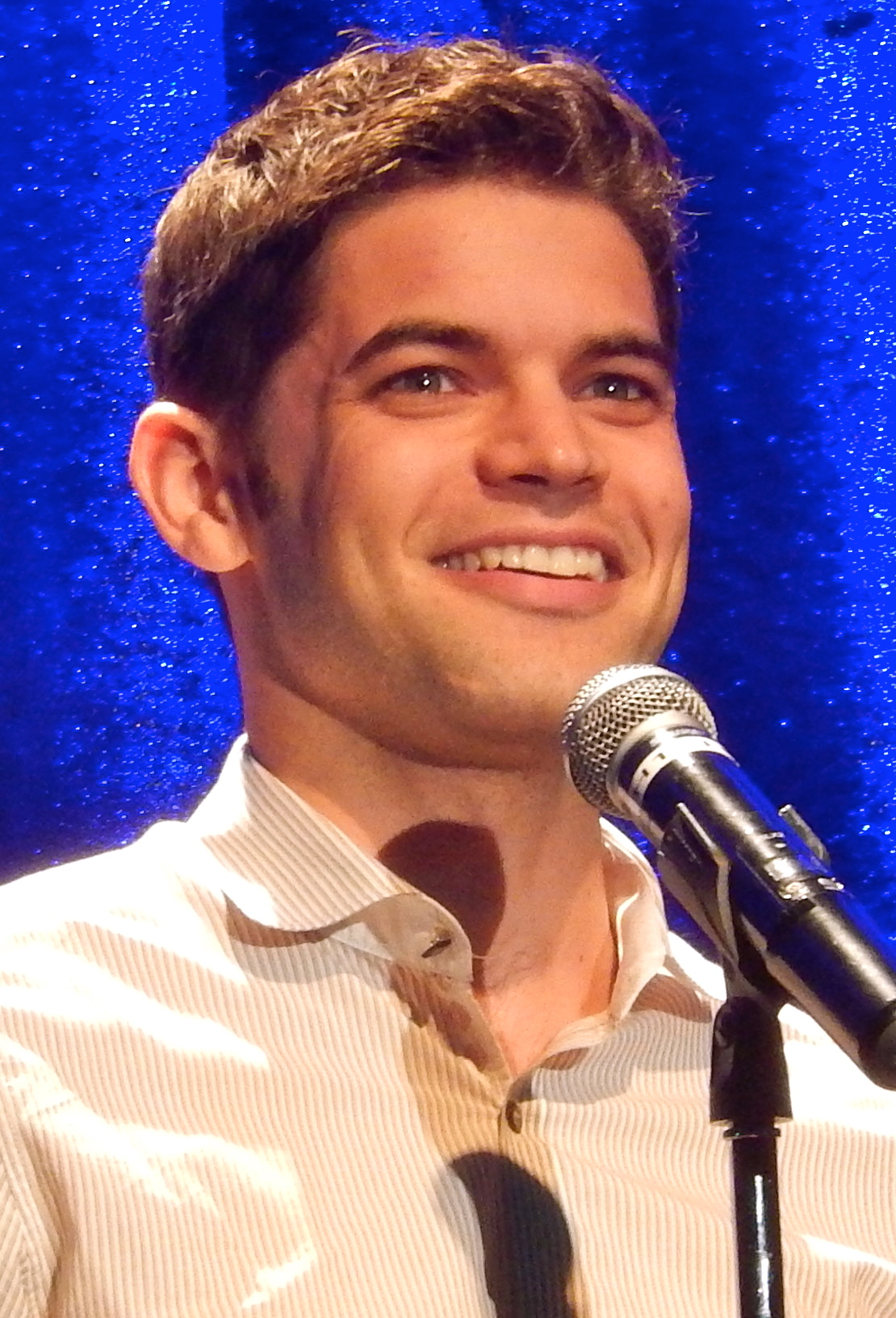
Jeremy Jordan interpreta Jimmy Collins
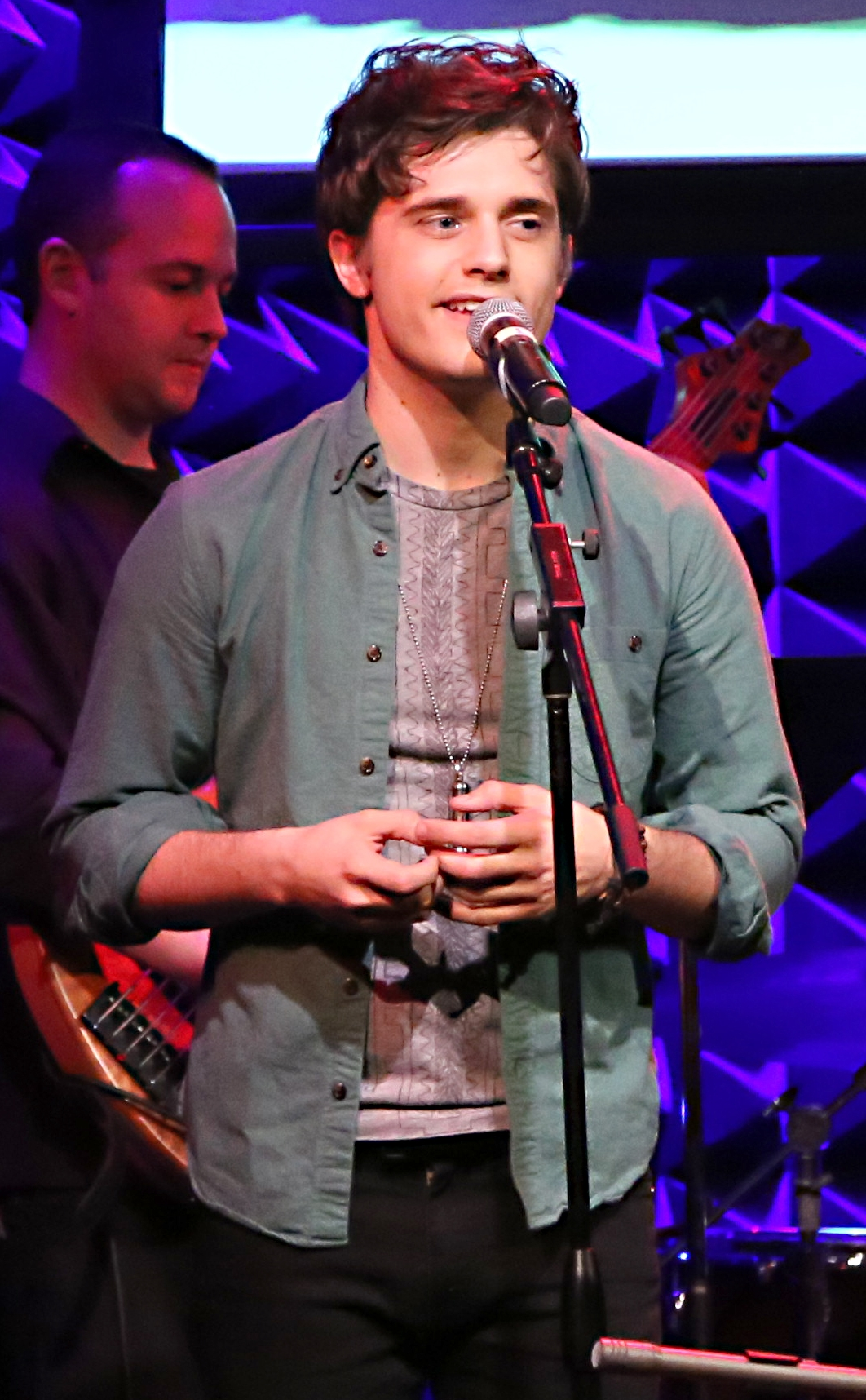
Andy Mientus interpreta Kyle Bishop
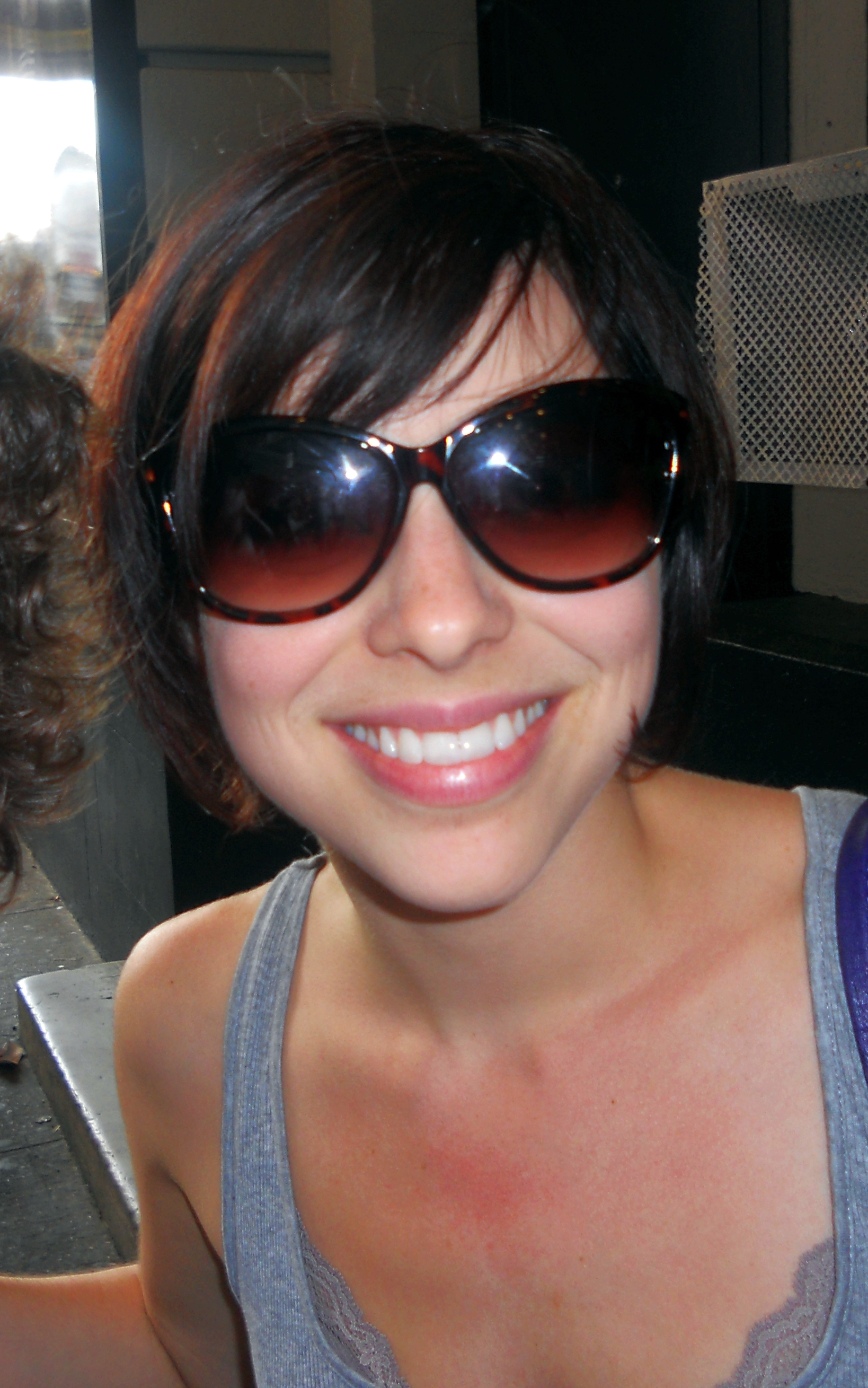
Krysta Rodriguez interpreta Ana Vargas

## Produzione

### Concezione
La serie è stata sviluppata a partire dal 2009, quando Steven Spielberg presentò il progetto per un potenziale musical drama, sul quale stava già lavorando da anni, all'allora presidente di Showtime Robert Greenblatt, con cui avviò le prime fasi di produzione. Quando Greenblatt divenne presidente della programmazione della NBC, nel gennaio 2011, portò con sé alla rete del pavone anche il progetto di Spielberg, dando subito il via libera alla produzione di un episodio pilota; nel frattempo a Spielberg si erano affiancati in veste di produttori esecutivi Craig Zadan, Neil Meron, Darryl Frank e Justin Falvey; Theresa Rebeck in veste di sceneggiatrice; Marc Shaiman e Scott Wittman come autori delle musiche; Michael Mayer come regista del pilot. In seguito al team di produzione si aggregò anche il produttore esecutivo David Marshall.

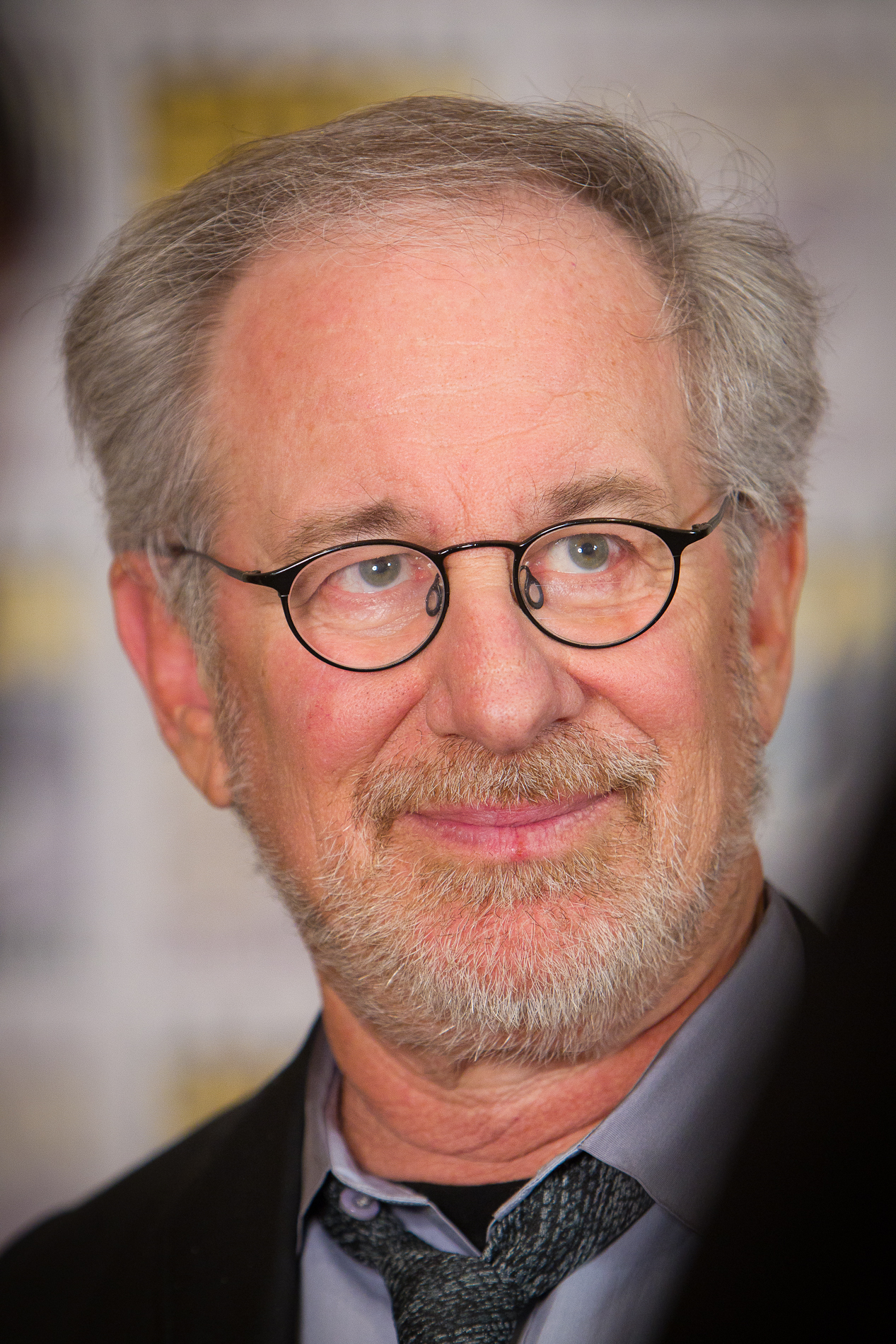
La serie deriva da un'idea di Steven Spielberg

Secondo Theresa Rebeck, autrice, produttrice e show runner della serie, Smash richiama lo stile di West Wing - Tutti gli uomini del Presidente, con la differenza che nella fiction di Aaron Sorkin protagonista era la Casa Bianca, mentre in questo caso è un set teatrale. Theresa Rebeck spiegò che l'intera prima stagione sarebbe stata focalizzata sulla progettazione di un musical incentrato sulla vita di Marilyn Monroe, mostrando tutte le fasi della preparazione in vista della sua première, mentre un'eventuale seconda stagione avrebbe mostrato l'approdo dello spettacolo a Broadway e la relativa accoglienza della grande mela Lo sviluppo dello spettacolo è mostrato in modo realistico, anche se nei primi due episodi, per scelta strategica, le prime fasi che vanno dal concepimento dell'idea del musical ad una sua prima scritturazione in vista delle audizioni furono velocizzate. Secondo il produttore Marc Shaiman e la co-protagonista Megan Hilty la realizzazione di uno show realistico fu resa possibile soprattutto grazie alla presenza nel cast di molti membri provenienti dal mondo del teatro.
Per quanto riguarda i confronti fatti dai media con la serie della Fox Glee, ideata da Ryan Murphy, il produttore Craig Zadan disse che le due serie hanno molto poco in comune, ma è grato a Murphy per aver fatto da apristrada nella programmazione di fiction del genere in televisione. Secondo Zedan, la sfida dei produttori consiste nel mantenere la serie un prodotto originale e realistico, ma senza farlo diventare di nicchia. Steven Spielberg descrisse Smash come una serie che dà l'illusione di sbirciare dietro le quinte dell'emozionante mondo di Broadway.
Dopo la prima stagione Theresa Rebeck abbandona il ruolo di show runner, venendo sostituita da Josh Safran, già autore e produttore esecutivo di Gossip Girl.

### Cast
Il casting cominciò nella prima settimana di febbraio 2011; Debra Messing fu la prima attrice ad essere ingaggiata, per il ruolo della compositrice Julia Houston. La Messing dichiarò di essersi divertita sul set come in nessun'altra occasione; l'attrice spiegò inoltre che tutti i personaggi vanno incontro a difficoltà e sfide in modo interessante e autentico. Il 9 febbraio venne ingaggiata Megan Hilty, per il ruolo dell'aspirante protagonista del musical Ivy Lynn. Secondo Megan Hilty, la vita di Marilyn Monroe era stata caratterizzata da tragedia, angoscia, amore e dramma; tutte cose che il pubblico ama vedere. Per l'attrice statunitense, inoltre, la serie è molto realistica ed appassionante in quanto, dal suo punto di vista, ciò che accade dietro le quinte è più affascinante di quanto avviene sul palcoscenico.
Nei giorni seguenti si unirono al cast anche Katharine McPhee per il ruolo di Karen Cartwright, anch'essa aspirante alla parte di Marilyn Monroe nel musical, Christian Borle per il ruolo del compositore Tom Leavitt e Raza Jaffrey per interpretare il fidanzato di Karen Dev Sundaram. In un'intervista Katharine McPhee dichiarò di riconoscersi molto, per quanto riguarda la propria carriera, nel personaggio di Karen. Il cast principale si completò nel mese di marzo, con l'ingaggio di Anjelica Huston per il ruolo della cinica produttrice Eileen Rand e Brian d'Arcy James per il ruolo del marito di Julia, Frank. La Houston spiegò di non aver avuto dubbi nell'accettare la parte, in quanto ritiene Smash una serie molto ben scritta e dotata di un fantastico cast artistico e tecnico.
Nell'autunno 2011, tra le guest star della prima stagione venne annunciata la presenza di Nick Jonas, Bernadette Peters e Uma Thurman.

### Riprese
Le riprese dell'episodio pilota, si svolsero a New York, città in cui la serie è girata e ambientata, nella primavera del 2011.

### Programmazione
Dopo le riprese del pilot, l'11 maggio 2011 la NBC approvò la produzione di una prima stagione completa per la stagione televisiva 2011-2012. Composta da 15 episodi, la prima stagione sarà trasmessa dal 6 febbraio 2012, il giorno seguente la 46ª edizione del Super Bowl, in abbinamento con il talent show musicale The Voice. L'episodio pilota fu però prima distribuito attraverso varie piattaforme online a partire dal 16 gennaio 2012. Il 22 marzo 2012, visti i buoni ascolti registrati, la NBC rinnovò la serie per una seconda stagione.
Il 10 maggio 2013, dopo gli ascolti non soddisfacenti registrati dalla seconda stagione, la serie venne cancellata.

## Colonna sonora
Il 9 giugno 2011 la NBC si accordò con la Columbia Records per la distribuzione internazionale della colonna sonora, composta da Marc Shaiman e Scott Wittman; l'accordo comprende sia le musiche originali che le cover presenti nella serie. Le canzoni dei singoli episodi sono resi disponibili settimanalmente sulla piattaforma iTunes, il giorno dopo la messa in onda televisiva.
Il 1º maggio 2012 viene pubblicata la colonna sonora della prima stagione, intitolata The Music of Smash e comprensiva dei seguenti brani:
1. Touch Me (Katharine McPhee)
2. Stand (Katharine McPhee e Leslie Odom)
3. Who You Are (Megan Hilty)
4. Crazy Dreams (Megan Hilty)
5. Beautiful (Katharine McPhee)
6. Haven't Met You Yet (Nick Jonas)
7. Shake It Out (Katharine McPhee)
8. Brighter Than the Sun (Katharine McPhee)
9. Let Me Be Your Star (Katharine McPhee e Megan Hilty)
10. 20th Century Fox Mambo (Katharine McPhee)
11. Mr. & Mrs. Smith (Megan Hilty e Will Chase)
12. Let's Be Bad (Megan Hilty)
13. History Is Made at Night (Megan Hilty e Will Chase)

## Promozione
Per promuovere il debutto della serie, la NBC organizzò per il 9 gennaio 2012 delle proiezioni in anteprima dell'episodio pilota in molte città statunitensi: Chicago, Dallas, Denver, Los Angeles, dove fu mostrato anche due giorni dopo all'Outfest, Minneapolis, Filadelfia, Phoenix, Portland e San Francisco. Dal 16 gennaio il pilot fu distribuito attraverso varie piattaforme online e, dal 15 al 30 gennaio, fu mostrato anche a bordo di alcuni voli dell'American Airlines. Nello stesso mese di gennaio la NBC aderì al progetto a scopo benefico Make a Musical di iTheatrics, finanziando la realizzazione di progetti teatrali in molte scuole statunitensi.

## Trasmissione
In Canada l'emittente CTV trasmette in contemporanea con la NBC, a partire dal 6 febbraio 2012. In Italia la serie è trasmessa a breve distanza dalla programmazione statunitense sul canale pay Mya, della piattaforma Mediaset Premium, dal 19 febbraio 2012. Nel Regno Unito è invece trasmessa dalla rete Sky Atlantic, della piattaforma British Sky Broadcasting.

## Riconoscimenti
Nell'estate 2011, ai Critics' Choice Television Awards, Smash venne riconosciuta come una delle nuove serie TV più promettenti della stagione televisiva 2011-2012. Ai premi Emmy 2012 il coreografo della serie, Joshua Bergasse, ricevette una statuetta per la categoria miglior coreografia. Nella stessa edizione, inoltre, Smash ricevette altre tre candidature nelle categorie miglior composizione musicale, migliori musiche e testi e miglior guest star, grazie all'interpretazione di Uma Thurman.
Ai Teen Choice Awards 2012 Smash venne nominata come miglior serie rivelazione, mentre Katharine McPhee come miglior attrice rivelazione.